# Posledná veža
Posledná veža (polsky Poślednia Turnia německy Jordánspitze maďarsky Jordáncsúcs) je nejvýraznější ze čtyř věží v hřebenu od Pyšného štítu po Lomnický štít, zhruba v jeho středu, mezi Jordánovou štrbinou (Zubatou vežičkou) a Poslednou štrbinou (Lomnickou vežičkou) ve Vysokých Tatrách.

## Název
Název pochází od horolezců. Je to poslední věžička v hřebeni mezi Baraními rohy a Lomnickým štítem, pokud Lomnickou věžičku nezohledňujeme jako samostatný objekt.

## Prvovýstupy
- 13. září 1898 Karol Jordán, vůdci Klimek Bachleda a Józef Tatar (podle polských pramenů)
- 1900 Karol Jordán a vůdce Jan Franz st.[2]
- 29. března 1936 Stanisław Krystyn Zaremba, první zimní výstup

## Turistika
Je přístupná pouze v doprovodu horského vůdce.